# Franco Fraticelli
Franco Fraticelli (Roma, 30 de agosto de 1928-Íb., 26 de abril de 2012) fue un editor de cine italiano con más de 150 créditos cinematográficos.

## Carrera
Fraticelli fue el editor preferido del director Dario Argento desde sus primeras películas hasta Opera, de 1987. También tuvo una importante colaboración con la directora Lina Wertmüller, que comenzó con su tercera película, Rita the Mosquito (1966). Editó otras nueve películas de la directora hasta A Joke of Destiny (1983).
Fue nominado al premio David di Donatello por el montaje de Boys on the Outside (dirigida por Marco Risi en 1990). En 2006, su carrera fue galardonada con un premio Kineo. El editor falleció el 26 de abril de 2012 en Roma.

## Filmografía destacada
- The Knight Has Arrived! (1950)
- The Reluctant Magician (1951)
- Seven Hours of Trouble (1951)
- Vacation with a Gangster (1951)
- La valigia dei sogni (1953)
- We're All Necessary (1956)
- Goliath and the Barbarians (1959)
- My Friend, Dr. Jekyll (1960)
- Fountain of Trevi (1960)
- David and Goliath (1960)
- The Hunchback of Rome (1960)
- His Women (1961)
- Gold of Rome (1961)
- Ursus (1961)
- The Giant of Metropolis (1961)
- Seven Seas to Calais (1962)
- Il carabiniere a cavallo (1962)
- The Seventh Sword (1962)
- Gold for the Caesars (1963)
- The Scapegoat (1963)
- Ursus in the Land of Fire (1963)
- Amori pericolosi (1964)
- Tears on Your Face (1964)
- La vita agra (1964)
- Hercules and the Black Pirates (1964)
- Grand Canyon Massacre (1964)
- Minnesota Clay (1965)
- Two Sergeants of General Custer (1965)
- I Knew Her Well (1966)
- Weekend, Italian Style (1966)
- Rita the Mosquito (1966)
- Balearic Caper (1966)
- John the Bastard (1967)
- Don't Sting the Mosquito (1967)
- Day of Anger (1967)
- Matchless (1967)
- The Head of the Family (1967)
- Requiescant (1967)
- Bandits in Milan (1968)
- The Sex of Angels (1968)
- Machine Gun McCain (1969)
- The Tough and the Mighty (1969)
- Love and Anger (1969)
- Help Me, My Love (1969)
- Wake Up and Die (1969)
- The Bandit (1969)
- Man and Wife (1970)
- May Morning (1970)
- The Bird with the Crystal Plumage (1970)
- A Girl Called Jules (1970)
- The Cat o' Nine Tails (1971)
- Black Turin (1972)
- A Reason to Live, a Reason to Die (1972)
- The Seduction of Mimi (1972)
- My Dear Killer (1972)
- I Kiss the Hand (1973)
- Love and Anarchy (1973)
- The Five Days (1973)
- Swept Away (1974)
- All Screwed Up (1974)
- Seven Beauties (1975)
- Deep Red (1975)
- Last Days of Mussolini (1975)
- Amore libero - Free Love (1975)
- Basta che non si sappia in giro (1976)
- Strange Occasion (1976)
- And Agnes Chose to Die (1976)
- Paura in città (1976)
- Suspiria (1977)
- Kleinhoff Hotel (1977)
- Blood Feud (1978)
- A Night Full of Rain (1978)
- The Perfect Crime (1978)
- Tigers in Lipstick (1979)
- Inferno (1980)
- Café Express (1980)
- Fontamara (1980)
- Comin' at Ya! (1981)
- Tenebrae (1982)
- Where's Picone? (1983)
- A Joke of Destiny (1983)
- Treasure of the Four Crowns (1983)
- Petomaniac (1983)
- Demons (1985)
- Phenomena (1985)
- Amici miei – Atto III (1985)
- Demons 2  (1986)
- Opera (1987)
- Sweets from a Stranger (1987)
- The Church (1989)
- Scugnizzi (1989)
- Boys on the Outside (1990)
- The Devil's Daughter (1991)
- Blue Tornado (1991)
- The Wicked (1991)
- The Monster (1994)
- Cemetery Man (1994)
- Kaputt Mundi (1998)